# Fußball-Bundesliga 1993-1994 (Austria)
L'edizione 1993-94 del campionato di calcio della Bundesliga vide la vittoria finale dell'Austria Salisburgo.
Capocannoniere del torneo furono Nikola Jurčević e Heimo Pfeifenberger (entrambi dell'Austria Salisburgo), con 14 reti.

## Classifica finale
|     | Classifica         | G  | V  | N  | P  | GF | GS | Pt |
| --- | ------------------ | -- | -- | -- | -- | -- | -- | -- |
| 1.  | Austria Salisburgo | 36 | 21 | 9  | 6  | 56 | 18 | 51 |
| 2.  | Austria Vienna     | 36 | 22 | 5  | 9  | 63 | 39 | 49 |
| 3.  | Admira Wacker      | 36 | 18 | 8  | 10 | 51 | 35 | 44 |
| 4.  | Innsbruck/Tirol    | 36 | 14 | 11 | 11 | 48 | 33 | 39 |
| 5.  | Rapid Vienna       | 36 | 12 | 11 | 13 | 38 | 42 | 35 |
| 6.  | Mödling            | 36 | 12 | 11 | 13 | 32 | 49 | 35 |
| 7.  | Sturm Graz         | 36 | 12 | 9  | 15 | 37 | 42 | 33 |
| 8.  | Vorwärts Steyr     | 36 | 8  | 10 | 18 | 43 | 54 | 26 |
| 9.  | VSE Sankt Pölten   | 36 | 9  | 8  | 19 | 37 | 57 | 26 |
| 10. | Wiener Sport-Club  | 36 | 5  | 12 | 19 | 21 | 57 | 22 |

### Verdetti
- Austria Salisburgo Campione d'Austria 1993-94.
- Sankt Pölten e Wiener Sport-Club retrocesse in 2. Bundesliga.